# 5 неизвестных
«5 неизвестных» (англ. Unknown) — художественный фильм, снятый в 2006 году колумбийским режиссёром Симоном Брандом. Слоган фильма: «Do not trust anyone. Beware everyone» (рус. «Не верь никому. Опасайся каждого»). В России картина вышла в широкий прокат 16 августа 2007 года.

## Сюжет
Пятеро мужчин приходят в себя и понимают, что находятся в закрытом помещении, из которого нет выхода. Никто из них ничего не помнит, даже своих имён, а отдельные фрагменты воспоминаний приходят к ним в виде неожиданных вспышек. Один из них привязан к стулу, другой пристёгнут к лестничным перилам второго этажа наручниками, а остальные лежат на полу. Первым в себя приходит главный герой. Пытаясь понять, кто он такой и что здесь происходит, начинает расспрашивать своих соседей, но и они ничего не помнят.
Постепенно выясняется, что среди них находятся два бизнесмена — Ричард Маккейн и Уильям Коулз, которых похитили и, судя по всему, остальные трое являются бандитами. Звонок телефона подтверждает их догадки, причём остальные сообщники, забрав выкуп, едут к ним. Осмотрев помещение, пленники понимают, что находятся на каком-то складе. Из обрывков воспоминаний становится ясно, что между ними произошла драка, в результате которой был повреждён баллон с ядовитым газом, который и вызвал всеобщую амнезию. Времени до того момента, когда за ними приедут, остаётся немного, поэтому им необходимо срочно вспомнить кто из них кто, и, по возможности, защитить себя от неминуемой смерти.
Параллельно с этими событиями полиция ведёт расследование похищения и выходит на главаря банды. Элайза, жена Уильяма, одного из похищенных бизнесменов, должна отдать выкуп за мужа, и при передаче денег полицейские планируют схватить преступников. Но им это не удаётся, и злоумышленники скрываются на автомобиле. За ними следят два детектива, пытаясь узнать, где держат заложников.
Тем временем ситуация на складе накаляется, один из пленников умирает, а остальные пытаются найти выход. Когда все их попытки ни к чему не приводят, они решают напасть на тех, кто придёт за ними и сбежать. Но в результате снова завязывается драка и ещё несколько человек погибает. На протяжении всего фильма главный герой никак не может решить для себя, кто он — преступник или жертва. По обрывкам воспоминаний он понимает, что был на стороне преступников, но никак не хочет смириться с этой ролью. Позже выясняется, что на самом деле он является полицейским, который работает под прикрытием. Ему удаётся расправиться с преступниками и спасти одного из бизнесменов, Уильяма. Через некоторое время приезжает полиция и Уильям наконец-то встречается со своей женой. Казалось бы, всё кончено, но как только главный герой видит перед собой Элайзу, он начинает понимать, что на самом деле происходит и кем же он всё-таки является.

## В ролях
| Актёр            | Роль                                                  |
| ---------------- | ----------------------------------------------------- |
| Джеймс Кэвизел   | Митч, главный герой.                                  |
| Грег Киннир      | Ричард Маккейн, парень со сломанным носом, бизнесмен. |
| Бриджит Мойнахан | Элайза Коулз, жена Уильяма.                           |
| Джо Пантолиано   | Брокман, связанный парень.                            |
| Барри Пеппер     | Уильям Коулз, один из бизнесменов.                    |
| Джереми Систо    | Бобби Кинкейд, прикованный наручниками.               |
| Петер Стормаре   | Стефан Буриан, главарь банды преступников.            |

## Критика
Фильм получил смешанные отзывы кинокритиков. На сайте Rotten Tomatoes фильм имеет рейтинг 38 % на основе 48 рецензий со средним баллом 5,2 из 10. На сайте Metacritic фильм имеет оценку 44 из 100 на основе 17 рецензий критиков, что соответствует статусу «смешанные или средние отзывы».